# Ruizodendron ovale
Ruizodendron es un género monotípico de plantas fanerógamas  perteneciente a la familia de las anonáceas. Su única especie: Ruizodendron ovale, es nativa de América meridional.

## Taxonomía
Ruizodendron ovale fue descrito por (Ruiz & Pav.) R.E.Fr. y publicado en Arkiv för Botanik utgivet av K. Svenska Vetenskapsakademien 28B(4): 3. 1936.
Sinonimia
- Guatteria ovalis Ruiz & Pav.